# Teufelssee (Bad Freienwalde)
Der Teufelssee ist ein Gewässer westlich von Bad Freienwalde im Landkreis Märkisch-Oderland im Land Brandenburg.

## Geographie
Der See liegt im Großraum der Märkischen Schweiz zwischen der Bundesstraße 167 im Norden und der Bundesstraße 158 im Süden. Östlich ist das Stadtzentrum von Bad Freienwalde.
Der Teufelssee ist durch den Anstau seines einzigen Zulaufs, des Hammerfließes entstanden. Er besteht aus zwei Teilgewässern, die jeweils mit regelbaren Abflüssen ausgestattet und durch einen Damm getrennt sind. Das in der westlich gelegenen Ahrendskehle entspringende Hammerfließ verläuft auf einer Länge von rund 630 m durch das FFH-Gebiet „Sonnenburger Wald und Ahrendskehle“ und fließt in den kleineren westlichen Bereich des Sees. Östlich liegt das deutlich größere Teilgewässer, in dem wiederum im Osten der einzige Abfluss in das Hammerthal liegt. In diesem größeren Bereich befindet sich im westlichen Teil eine kleine, namenlose Insel.

## Geschichte
Im 19. Jahrhundert trug der See noch die Bezeichnung Schwarzer Teich. Die genauen Umstände der Namensänderung sind nicht bekannt. Allerdings überspannte in der Nähe des Abflusses eine Holzbrücke, die Teufelsbrücke, den See. Die Stadt Freienwalde vermutet daher, dass sich der Name der Brücke auf den See übertragen haben könnte. Aus Sicht der Stadt ist es aber auch denkbar, dass austretendes, kaltes Quellwasser eine Gefahr für Schwimmer dargestellt und daher dem See den Namen gegeben hat.
Über die Teufelsbrücke transportierten Arbeiter Alaun aus der nahen Grube zur Aufbereitung in die Werkstätten im Hammerthal. Der See war zu dieser Zeit deutlich kleiner und diente als Mühlteich für die in der Nähe gelegene Oberkietzmühle. Nach der Schließung des Alaunwerks um 1860 wurde die Grube zur Tongewinnung genutzt, bis auch die letzte Ziegelei im Jahr 2009 schloss.

## Ökologie
Der Teufelssee ist dem Lebensraumtyp 3150 (natürlicher eutrophe See mit einer Vegetation des Magnopotamions oder Hydrocharitions) zuzuordnen. Er weist umfangreiche Tausendblattbestände auf. Des Weiteren findet man  Wasserhahnenfuß und Kanadische Wasserpest sowie auf seiner Oberfläche Decken aus Kleiner Wasserlinse. Das Ufer weist eine Röhrichtgesellschaft aus Waldsimse, Sumpfsegge, Scheinzypergras-Segge, Pfeilkraut, Teich-Schachtelhalm und Einfachem Igelkolben, Flutendem Schwaden, Entferntähriger Segge und anderen auf. Der landseitig anschließende Gehölzsaum aus Erlen, Hainbuchen und Eichen ist in jüngster Zeit vom Biber stark dezimiert worden.
Im See, der als Angelgewässer extensiv genutzt wird, leben Karpfen, Barsche, Hechte, Schleien, Rotaugen und Rotfedern sowie im Gewässer und an den Uferflächen der Biber. Er ist vom Oderbruch über das Hammerfließ bis in die Ahrendskehle eingewandert.

## Legenden
Um den Teufelssee ranken sich verschiedene Legenden. Konrad Gründler hat eine davon in sein Freienwalder Sagen- und Geschichten-Büchlein aufgenommen. Am Teufelssee bei Freienwalde erzählt vom Wilderer Friedrich Billung, der vom Sohn seines Grundherrn überrascht wird, nachdem er am Ufer des Sees einen prächtigen Hirsch geschossen hat. Als er auf den jungen Mann schießt, trifft er seine eigene Tochter Maria. Da der Ritter Maria als Retterin seines Sohnes betrachtet, erhält sie ein ehrenvolles Begräbnis. Billung wird das Leben geschenkt. Die Erinnerung an die Bluttat sei Strafe genug.
Eine weitere kurze Sage findet sich in Peter K. Stumpfs Sammlung Sagen aus Brandenburg. Der vom Rheuma geplagte Teufel zieht sich an den Teufelssee zurück, wo sich aber auch der Wind gern aufhält. Da der Teufel den Luftzug nicht verträgt, beschwört er einen Zauber, der den Wind bis heute daran hindert, am See zu blasen.